# Paul Picerni
Paul Vincent Picerni (* 1. Dezember 1922 in New York City; † 12. Januar 2011 in Palmdale, Kalifornien) war ein US-amerikanischer Schauspieler.

## Leben
Paul Picerni wurde als Sohn amerikanisch-italienischer Eltern im New Yorker Stadtteil Queens geboren; diesen Stadtteil repräsentierte er während seiner Schulzeit auch einmal als Eagle Scout in Washington, D.C. beim alljährlichen Jamboree. Picerni war Klassensprecher und wurde für seine schulischen Leistungen ausgezeichnet. Er besuchte die Newton High School, wo er Mitglied des Baseball-Teams war.
Während des Zweiten Weltkriegs diente er in den United States Army Air Forces. Nach einem Jahr wurde er im Rang eines Second Lieutenant als Bombenschütze auf der Victorville Air Force Base in Kalifornien zum Kriegsdienst abkommandiert. Er flog 25 Kampfeinsätze in China, Burma und Indien und gehörte zu den Bomberpiloten, die die legendäre Brücke über den Kwai zerstörten; dies wurde später in dem Film Die Brücke am Kwai dargestellt. Nach der Kapitulation Japans diente er als Special Services Officer in Indien. Er erhielt mehrere Kriegsauszeichnungen, unter anderem das Distinguished Flying Cross. Nach seiner Entlassung aus dem Militärdienst studierte Picerni an der Loyola Marymount University in Los Angeles. Dort wählte er Schauspiel und Theater (Drama) als Hauptfach und graduierte 1949. Er trat dort auch in einer Studentenaufführung des Theaterstücks Ein Mann zu jeder Jahreszeit und mit einem Solo-Programm auf. Er arbeitete als Dozent für Schauspiel am Mount St. Mary’s College in Los Angeles und schrieb die Vorlage für ein Musical Everybody Goes To College, das mit Erfolg am Wilshire Ebell Theater in Los Angeles uraufgeführt wurde.
Ab Ende der 1940er Jahre spielte Picerni dann zahlreiche Filmrollen, wo er jedoch häufig nur in Nebenrollen eingesetzt wurde. Zunächst wirkte er in einigen Kriegsfilmen mit: in dem Film Der Kommandeur spielte er einen Bombenschützen, in dem Kriegsfilm 6.6. 6 Uhr 30 – Durchbruch in der Normandie (1950) hatte er eine dramaturgisch wichtige Rolle als Private Edward P. Rojeck. Picerni erhielt einen Siebenjahres-Vertrag bei Warner Brothers, wo er in der Folgezeit unter anderem in dem Kriegsdrama Unternehmen Seeadler (1951), in dem Western Das letzte Fort (1951), in dem Abenteuerfilm Maru Maru (1952), mit Errol Flynn als Partner, und in der Romanze El Khobar – Schrecken der Wüste mitwirkte. Der Durchbruch gelang ihm 1953 mit der Hauptrolle als romantischer Held Scott Andrews in dem Horrorfilm Das Kabinett des Professor Bondi, an der Seite von Vincent Price. 1955 war er als Private Valentino in dem Kriegsfilm Zur Hölle und zurück gemeinsam mit Audie Murphy zu sehen. Eine kleine Rolle hatte er 1960 als Barbesitzer in der Komödie Das Appartement. In dem Katastrophenfilm Airport war er 1970 als Dr. Compagno zu sehen. Später arbeitete er dann hauptsächlich für das Fernsehen. 
Seit den 1950er Jahren wirkte er in zahlreichen Fernsehserien mit, er übernahm Episodenrollen in nahezu unzähligen Fernsehserien, unter anderem in Perry Mason, Auf der Flucht, Big Valley, Die Leute von der Shiloh Ranch, Dr. med. Marcus Welby, Rauchende Colts, Mannix, Starsky & Hutch, Einsatz in Manhattan, Fantasy Island, Ein Colt für alle Fälle, T. J. Hooker, Trapper John, M.D., Quincy und Matt Houston. 
Besondere Bekanntheit beim Fernsehpublikum erlangte Picerni mit der Rolle des Agenten Lee Hobson in der zur Zeit der Prohibition in den Vereinigten Staaten spielenden Kriminalserie Die Unbestechlichen, die er ab der zweiten Staffel von 1960 bis 1963 an der Seite von Robert Stack als Eliot Ness spielte.
2007 veröffentlichte er seine Autobiografie mit dem Titel Steps to Stardom: My Story.

## Privates
Picerni war ab 1947 mit der früheren Balletttänzerin Marie Mason verheiratet; der Ehe entstammen acht Kinder, vier Söhne und vier Töchter. Er lebte zuletzt in Llano im Distrikt Tarzana. Er starb im Alter von 88 Jahren an Herzversagen.

## Filmografie (Auswahl)
- 1949: Der Kommandeur (Twelve O’Clock High)
- 1950: Die schwarze Lawine (The Secret Fury)
- 1950: 6.6. 6 Uhr 30 – Durchbruch in der Normandie (Breakthrough)
- 1950: Die schwarze Lawine (The Secret Fury)
- 1950: Frauengeheimnis (Three Secrets)
- 1950: Ohne Gesetz (Saddle Tramp)
- 1951: Unternehmen Seeadler (Operation Pacific)
- 1951: Ich war FBI Mann M.C. (I Was a Communist for the FBI)
- 1951: Das letzte Fort (Fort Worth)
- 1951: Keinen Groschen für die Ewigkeit (Force of Arms)
- 1951: Meuterei im Morgengrauen (Inside the Walls of Folsom Prison)
- 1952: Mara Maru (Mara Maru)
- 1952: Der tote Zeuge (Operation Secret)
- 1953: Das Kabinett des Professor Bondi (House of Wax)
- 1953: Zurück am Broadway (She’s Back on Broadway)
- 1953: El Khobar – Schrecken der Wüste (The Desert Song)
- 1954: Weißer Herrscher über Tonga (His Majesty O’Keefe)
- 1954: Hotel Shanghai (The Shanghai Story)
- 1954: Die Tochter des Kalifen (The Adventures of Hajji Baba)
- 1955: Zur Hölle und zurück (To Hell and Back)
- 1957: Corky und der Zirkus (Circus Boy; Fernsehserie, 1 Folge)
- 1958: Die Liebe der Marjorie Morningstar (Marjorie Morningstar)
- 1958: Mutter ist die Allerbeste (The Donna Reed Show, Fernsehserie, Folge 1x06 The Foundling)
- 1958; 1963: Perry Mason (Fernsehserie, 3 Folgen)
- 1959: Der Mann aus Philadelphia (The Young Philadelphians)
- 1959–1963: Die Unbestechlichen (The Untouchables, Fernsehserie, 88 Folgen)
- 1960: Das Appartement (The Apartment)
- 1960: Fremde, wenn wir uns begegnen (Strangers When We Meet)
- 1964: Auf der Flucht (The Fugitive, Fernsehserie, Folge 1x19 Search in a Windy City)
- 1967: Die Leute von der Shiloh Ranch (The Virginian, Fernsehserie, Folge 6x15 The Fortress)
- 1967–1974: Rauchende Colts (Gunsmoke, Fernsehserie, 4 Folgen)
- 1969: Fahr zur Hölle, Gringo (Land Raiders)
- 1970: Tod eines Bürgers (The Old Man Who Cried Wolf)
- 1970: Airport
- 1970–1975: Mannix (Fernsehserie, 5 Folgen)
- 1971: Opa kann’s nicht lassen (Kotch)
- 1973: Dr. med. Marcus Welby (Marcus Welby, M.D., Fernsehserie, Folge 5x06 A Question of Fault)
- 1974–1978: Einsatz in Manhattan (Kojak, Fernsehserie, 2 Folgen)
- 1976–1977: Starsky & Hutch (Starsky and Hutch, Fernsehserie, 2 Folgen)
- 1977: Unternehmen Capricorn (Capricorn One)
- 1979: Flucht nach Athena (Escape to Athena)
- 1979: Jagd auf die Poseidon (Beyond the Poseidon Adventure)
- 1979: Fantasy Island (Fernsehserie, Folge 2x16 Photographs/Royal Flush)
- 1981: Trapper John, M.D. (Fernsehserie, Folge 2x11 A Family Affair)
- 1981: Quincy (Quincy M.E., Fernsehserie, Folge 7x01 Memories of Allison)
- 1981: Ein Colt für alle Fälle (The Fall Guy, Fernsehserie, Folge 1x03 The Rich Get Richer)
- 1982–1983: T. J. Hooker (Fernsehserie, 2 Folgen)
- 1983–1985: Matt Houston (Fernsehserie, 2 Folgen)
- 1986: Simon und Simon (Simon & Simon, Fernsehserie, Folge 6x08 Like Father, Like Son)
- 1987: Das dreckige Dutzend III – Die tödliche Mission (Dirty Dozen III – The Deadly Mission)
- 1998–2000: Diagnose: Mord (Diagnosis Murder, Fernsehserie, 2 Folgen)
- 2007: Three Days to Vegas